# Старокульчубаево
Старокульчуба́ево (баш. Иҫке Ҡолсобай) — деревня в Мишкинском районе Республики Башкортостан Российской Федерации. Входит в состав Тынбаевского сельсовета.

## География

### Географическое положение
Расстояние до:
- районного центра (Мишкино): 39 км,
- центра сельсовета (Тынбаево): 4 км,
- ближайшей ж/д станции (Загородная): 104 км

## Население
| 2002 | 2009 | 2010 |
| ---- | ---- | ---- |
| 406  | ↘401 | ↘400 |

### Национальный состав
Согласно переписи 2002 года, преобладающая национальность — марийцы (98 %).

## Известные уроженцы
- Андреев, Григорий Александрович (род. 1976) — российский бегун на длинные дистанции.

## Инфраструктура
В деревне функционирует спортивно-оздоровительный лагерь «Старт».